# Nototodarus
Nototodarus  (лат.) — род головоногих моллюсков из надотряда десятируких семейства Ommastrephidae. Входит в подсемейство Todarodinae. Род содержит три вида, обитающих в Тихом океане. Их длина от 16 до 42 см. Встречаются на глубине от 0 до 700 м. Все виды рода безвредны для человека и являются объектами промысла. Их охранный статус — «Вызывающий наименьшие опасения».

## Виды
- Nototodarus gouldi — Австралийский стреловидный кальмар, или кальмар Гульда
- Nototodarus hawaiiensis — Гавайский кальмар
- Nototodarus sloanii — Новозеландский кальмар

## Галерея

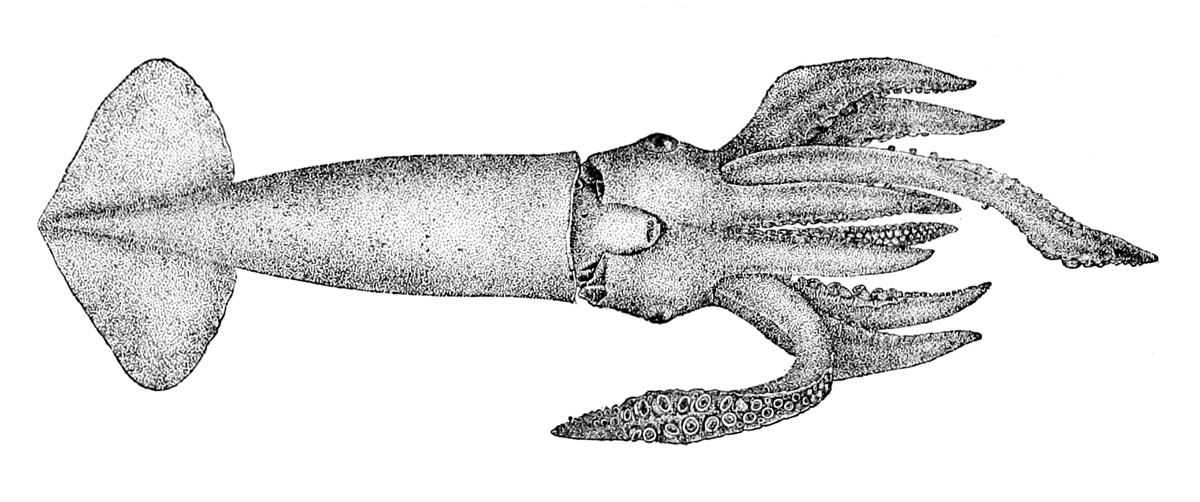
Nototodarus hawaiiensis
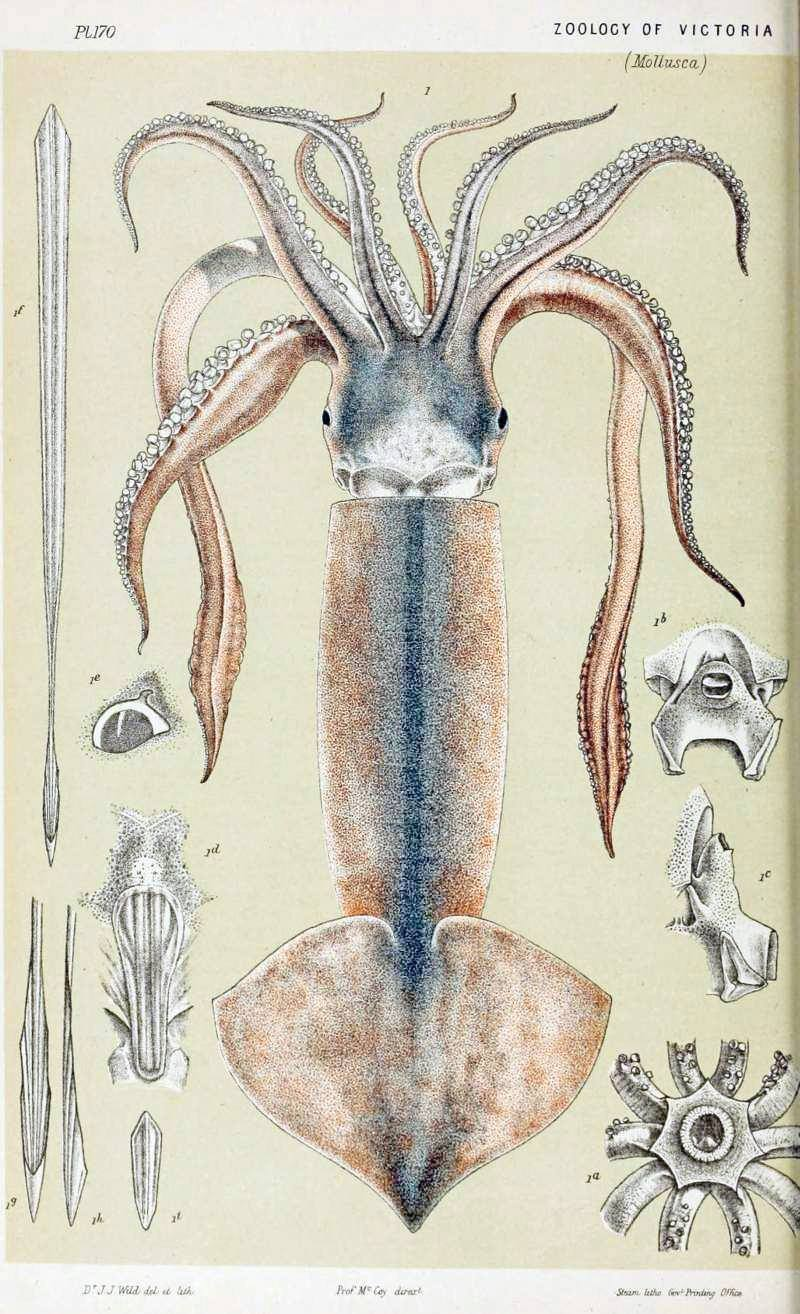
Nototodarus gouldi